# Choluteca (rivier)

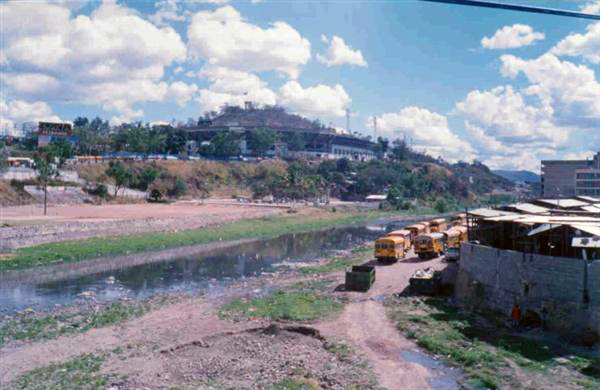
De Choluteca tussen Tegucigalpa (links) en Comayagüela (rechts)

De Choluteca is een rivier in het zuiden van Honduras. Ter plaatse wordt hij behalve Choluteca ook wel Río Grande ofwel Grote Rivier genoemd. De bron ligt in het departement Francisco Morazán, ten zuidwesten van Tegucigalpa vlak bij Lepaterique. Daarvandaan stroomt de rivier noordwaarts door Tegucigalpa. Tot 1938 vormde de Choluteca de grens tussen Tegucigalpa en Comayagüela.
Na Tegucigalpa buigt de rivier naar het zuiden en stroomt vervolgens door de departementen El Paraíso en Choluteca. De rivier mondt uit in de Golf van Fonseca, bij het kustplaatsje Cedeño.
Van bron tot mond heeft de Choluteca een lengte van 349 kilometer. Gedurende het droge seizoen stroomt er aanzienlijk minder water doorheen dan tijdens de regentijd.
De rivier overstroomde op rampzalige wijze als gevolg van de orkaan Mitch in 1998. In Tegucigalpa spoelde de rivier hele woonwijken weg, en in de stad Choluteca was de rivier zes maal zo groot als normaal. Ook daar werden woonwijken en een deel van het commerciële centrum weggespoeld. Iets verder stroomafwaarts werd het dorpje Morolica volledig van de kaart geveegd, inclusief een groot deel van de bewoners die als vermist werden opgegeven.
- Nationale Bibliotheek van Israël: 987007541290705171
- Virtual International Authority File: 315128006